# Agalinis communis
Agalinis communis là loài thực vật có hoa thuộc họ Cỏ chổi. Loài này được (Cham. & Schltdl.) D'Arcy mô tả khoa học đầu tiên năm 1978.